# Welterbe in Somalia
Somalia hat am 23. Juli 2020 seine Ratifizierungsurkunde für die Welterbekonvention bei der UNESCO hinterlegt.
Bislang (Stand 2024) wurde noch keine Stätte in Somalia in das UNESCO-Welterbe aufgenommen.

## Tentativliste
In der Tentativliste sind die Stätten eingetragen, die für eine Nominierung zur Aufnahme in die Welterbeliste vorgesehen sind. Derzeit (2025) sind drei Stätten in der Tentativliste von Somalia eingetragen, die letzte Eintragung erfolgte im Januar 2025.
Die folgende Tabelle listet die Stätten in chronologischer Reihenfolge nach dem Jahr ihrer Aufnahme in die Tentativliste (K – Kulturerbe, N – Naturerbe, K/N – gemischt).
| Bild                          | Bezeichnung                       | Jahr | Typ | Ref. | Beschreibung |
| ----------------------------- | --------------------------------- | ---- | --- | ---- | ------------ |
|                               | Bushbushle Nationalpark           | 2024 | N   | 6752 |              |
| Das Hobyo Gras- und Buschland | Das Hobyo Gras- und Buschland     | 2024 | N   | 6753 |              |
|                               | Mogadishu Secondo-Lido Leuchtturm | 2025 | K   | 6754 |              |